# Khatta Meetha
Khatta Meetha è un film del 2010 diretto da Priyadarshan.
In questo film avviene il debutto in Bollywood dell'attrice di lingua tamil Trisha Krishnan.

## Colonna sonora
1. Kunal Ganjawala – Nana Chi Taang – 5:01
2. KK, Sunidhi Chauhan – Sajde Kiye – 5:07
3. Shehzad Roy – Bullshit – 3:55
4. Daler Mehndi, Kalpana Patowary – Aila Re Aila – 4:22
5. Kunal Ganjawala – Nana Chi Taang (Remix) – 4:05
6. KK & Harshdeep Kaur – Sajde Kiye (Remix) – 4:39
7. Daler Mehndi, Kalpana Patowary – Aila Re Aila (Remix) – 4:00
8. Nachde Re (instrumental)